# Porteresia
Porteresia es un género monotípico de plantas herbáceas de la familia de las poáceas. Su única especie: Porteresia coarctata (Roxb.) Tateoka, es originaria de India y Burma. Otros taxónomos consideran que pertenece al género Oryza como 
Oryza coarctata Roxb.

## Etimología
El nombre del género fue otorgado en honor R. Portères, especialista en el género Oryza.

## Sinonimia
- Oryza coarctata Roxb.[4]